# Катин-Ярцев, Юрий Васильевич
Юрий Васильевич Катин-Ярцев (23 июля 1921, Москва — 18 марта 1994, там же) — советский и российский актёр театра и кино, театральный педагог, участник Великой Отечественной войны. Заслуженный деятель искусств РСФСР (1978). Народный артист РСФСР (1989).

## Биография
Юрий Васильевич Катин-Ярцев родился 23 июля 1921 года в Москве. Представитель древнего дворянского рода Катиных-Ярцевых — потомственных дворян Рязанской губернии, первые упоминания о которых относятся к 1594 году.
В 1939 году поступил в театральное училище имени Б. В. Щукина. Через месяц учёбы был призван в Красную армию. С началом Великой Отечественной войны старший сержант, помощник командира взвода 63-го мостового железнодорожного батальона. Награждён орденом Красной Звезды, медалями «За боевые заслуги», «За победу над Германией».
Демобилизовавшись в 1946 году, Катин-Ярцев вернулся в училище. Здесь ему довелось застать «стариков», истинных вахтанговцев — учеников Евгения Вахтангова. Эти люди, эта школа потрясли начинающего актёра, и расстаться с училищем он не мог. В 1950 году, окончив училище, Катин-Ярцев стал актёром Московского театра на Малой Бронной, которому оставался верен до конца жизни.
Одновременно он занялся преподавательской работой в родном училище. Много лет Катин-Ярцев считался лучшим преподавателем кафедры актёрского мастерства, среди его учеников — Наталья Гундарева, Константин Райкин, Юрий Богатырёв, Наталья Варлей, Вениамин Смехов, Леонид Ярмольник, Яна Поплавская, Анастасия и многие другие.

Могила Ю. В. Катина-Ярцева на Армянском кладбище в Москве

В кино Юрий Катин-Ярцев начал сниматься в 1954 году. Он сыграл небольшую роль в фильме Владимира Басова «Школа мужества», после чего долго не снимался. Много работать в кино Юрий Васильевич начал, когда ему перевалило за пятьдесят. В начале 1970-х годов он сыграл Пуришкевича в исторической драме «Агония», астронома в телесериале «Семнадцать мгновений весны» и несколько других ролей. Настоящую популярность и любовь среди зрителей ему принесла киносказка «Приключения Буратино», где он появился в образе столяра Джузеппе (прозвище персонажа — Сизый Нос). Другим наиболее популярным у зрителей воплощением актёра, несмотря на малый хронометраж, стала роль слуги барона Мюнхгаузена Томаса в телефильме «Тот самый Мюнхгаузен».
Катин-Ярцев снялся в трёх из четырёх советских экранизациях романов Юлиана Семёнова об Исаеве — «Бриллианты для диктатуры пролетариата», «Пароль не нужен» и «Семнадцать мгновений весны».
Ушёл из жизни 18 марта 1994 года на 73-м году жизни в Москве. Похоронен в Москве на Армянском кладбище (является частью Ваганьковского кладбища), (уч. 6/2).

Мемориальная доска в Москве

28 ноября 2021 года в Москве открыта мемориальная доска на доме, где артист жил более 20 лет (Большая Никитская, 49). Автором работы стала московский скульптор Наталья Сысенко. Организатором установки стали его ученики. В тот же вечер в Щукинском театральном училище состоялся вечер памяти Юрия Катина-Ярцева.

### Личная жизнь
- Жена (с 16.09.1965) — Елена Акимовна Скиба (17.07.1933 — 13.09.2022), искусствовед, редактор издательства «Искусство», старший редактор издательства «Советский художник».
- Сын — Михаил Катин-Ярцев[вд] (род. 11.03.1969) — историк, генеалог[7], кандидат исторических наук, председатель генеалогической ассоциации Российского общества историков-архивистов.

### Награды и звания
- Орден Отечественной войны 1-й степени
- Орден Красной Звезды (23.05.1945)
- Медаль «За боевые заслуги» (25.10.1944)
- Медаль «За победу над Германией в Великой Отечественной войне 1941—1945 гг.»
- Народный артист РСФСР (1989)
- Заслуженный деятель искусств РСФСР (1978)

## Фильмография
1. 1954 — Школа мужества — эсер
2. 1959 — Капитанская дочка — генерал
3. 1964 — Аптекарша — провизор Черномордик
4. 1967 — Пароль не нужен — человек в измятой гимнастёрке
5. 1968 — Интервенция — месье Золотницкий, взломщик сейфов
6. 1971 — Следствие ведут ЗнаТоКи. Чёрный маклер — Дядя Жора, чёрный маклер
7. 1971 — Молодые — аптекарь
8. 1971 — Минута молчания — Сидоров
9. 1972 — Мраморный дом — дядя Владик
10. 1972 — Бой после победы — Курт Барфильд, «Термит»
11. 1973 — Семнадцать мгновений весны — астроном
12. 1974/1981 — Агония — Владимир Митрофанович Пуришкевич, черносотенец
13. 1975 — Приключения Буратино — Джузеппе — Сизый нос
14. 1975 — Это мы не проходили — отец Милы
15. 1975 — О чём не узнают трибуны / Победа присуждается… Новелла № 3 — Николай Николаевич — старый учитель
16. 1976 — Бриллианты для диктатуры пролетариата — Крутов
17. 1976 — Всегда со мною… — друг Ильина, сотрудник Эрмитажа в блокадном Ленинграде
18. 1976 — Волшебный круг — дедушка Артёмки
19. 1976 — Город с утра до полуночи — врач
20. 1977 — Смешные люди! — певчий, чиновник
21. 1977 — Фантазии Веснухина — точильщик
22. 1978 — Шла собака по роялю — профессор Чиж, смотритель самодеятельности из Москвы
23. 1978 — Ветер странствий
24. 1978 — Человек, которому везло — профессор геологического факультета
25. 1978 — Баламут — Терещенко, пришедший в больницу навестить жену
26. 1979 — Тот самый Мюнхгаузен — Томас, слуга барона Мюнхаузена
27. 1979 — Родное дело — Пестов Зиновий Яковлевич
28. 1979 — Трое в лодке, не считая собаки — гренадер
29. 1980 — Двадцать шесть дней из жизни Достоевского — служащий Стеловского
30. 1980 — Петровка, 38 — Григорий Иванович
31. 1980 — Незваный друг — профессор Веденеев
32. 1980 — Кто заплатит за удачу — карточный шулер
33. 1980 — Крах операции «Террор» — Павел Васильевич
34. 1980 — Каникулы Кроша — посетитель выставки
35. 1981 — Линия жизни — Кукоцкий
36. 1981 — На Гранатовых островах — Дэйв, доктор
37. 1981 — Проданный смех — господин Риккерт
38. 1981 — Прощание — Богодул
39. 1981 — Всем — спасибо! — Николай Иванович, один из актёров
40. 1981 — Тропинины — Николай Васильевич Махрюта
41. 1981 — Ожидание — Яша, фотограф
42. 1982 — Никколо Паганини (СССР, Болгария) — Урбино
43. 1982 — Серебряное ревю — дедушка
44. 1982 — Надежда и опора — Анатолий Петрович
45. 1982 — Мать Мария — князь
46. 1982 — Государственная граница. Фильм 3-й: Восточный рубеж — Фомичёв
47. 1982 — Этюд для домино с роялем — доминошник
48. 1982 — Забытые вещи — Юрий Крум
49. 1983 — Здесь твой фронт — дед Матвей, рабочий завода
50. 1983 — Спецрейс (Фитиль № 252) — пассажир автобуса
51. 1983 — Чёрный замок Ольшанский — Мультан
52. 1983 — Вам телеграмма — Алексей Алексеевич
53. 1984 — Блистающий мир — учёный Стивви 80-и лет
54. 1984 — Климко — Федор Демидович Сноп, мастер
55. 1984 — Солнце в кармане — старик в деревне, сажает деревья
56. 1984 — Человек-невидимка — хозяин магазина игрушек
57. 1985 — Иван Бабушкин — Аполлинарий Игнатьевич Эверестов, ссыльный почтмейстер
58. 1985 — Дороги Анны Фирлинг — шведский командующий
59. 1985 — Картина — Аркадий Матвеевич, референт
60. 1985 — Багратион — Александр Васильевич Суворов
61. 1985 — Дайте нам мужчин — Геннадий Петрович, профессор
62. 1985 — Русь изначальная — Прокопий
63. 1985 — Тётя Маруся — Отто Карлович, жилец дома
64. 1986 — Чичерин — архивариус
65. 1986 — Наградить (посмертно) — профессор медицины Добровольский
66. 1986 — Говорит Москва — Иосиф Ильич
67. 1986 — Лицом к лицу — Грешев
68. 1987 — Везучая — профессор
69. 1987 — Визит к Минотавру — Трубицын
70. 1987 — Первая встреча, последняя встреча — чеканщик, помощник Занзевеева
71. 1987 — Поражение — Лазарь
72. 1988 — Голубая роза — Проценко
73. 1988 — История одной бильярдной команды — отец Августин, священник
74. 1988 — Приморский бульвар — фотограф дядя Миша
75. 1988 — Работа над ошибками — редактор, роль озвучил Юрий Медведев
76. 1988 — Пусть я умру, Господи — Зяма, сценарист фильма
77. 1989 — Транти-Ванти — дед Семён
78. 1989 — Отче наш — старик в колпаке
79. 1989 — Казённый дом — Андрон, хозяин квартиры
80. 1989 — Криминальный квартет — Семён Моисеевич
81. 1990 — Здравия желаю! или Бешеный дембель — генерал
82. 1990 — Арбатский мотив — Сергей Иванович, бывший сосед Веры Васильевны
83. 1990 — Очарованный странник — убитый монах
84. 1990 — Спираль — Матвеев
85. 1990 — Яма — сторож в морге
86. 1990 — Старый дом — Сергей Иванович
87. 1990 — Санитарная зона! — пекарь Акимыч
88. 1990 — Семья вурдалаков — старик-реставратор
89. 1991 — Безумная Лори — Вилли Бэннок
90. 1991 — Гангстеры в океане — слуга
91. 1992 — Волшебная лавка
92. 1993 — Пистолет с глушителем — генерал
93. 1994 — Возвращение броненосца — Габсбург-Пузанков
94. 1994 — Налётъ — патриарх

### Телеспектакли
1. 1969 — Комендант Лаутербурга — эпизод
2. 1972 — Будденброки — Иоганн Будденброк-старший
3. 1973 — Ребята с нашего двора — Николай Николаевич
4. 1973 — В номерах — Блёсткин, чиновник
5. 1974 — Свадьба как свадьба — дедушка жениха
6. 1974 — Мегрэ и старая дама — доктор Жолли
7. 1975 — Шагреневая кожа — Поррике
8. 1976 — Мартин Иден — библиотекарь
9. 1976 — Ну, публика! — профессор Пушков, пассажир 1-го класса
10. 1977 — Лунев сегодня и завтра — Пецка
11. 1977 — Осторожно, листопад! — сосед
12. 1978 — Вечер воспоминаний — Виктор Константинович Колпаков, профессор-археолог
13. 1978 — Капитанская дочка — Иван Игнатьевич
14. 1978 — Месяц длинных дней — Лев Иванович Некрасов
15. 1979 — Молодая хозяйка Нискавуори — Йонас
16. 1979 — Ярость — Потапыч
17. 1980 — Художник из Шервуда — дядюшка Хьюго
18. 1981 — Охотник — Ефим Петрович Кокарев
19. 1984 — Весёлая вдова — Кромон
20. 1985 — Тевье-молочник — Педоцур
21. 1986 — Равняется четырём Франциям — Лятошинский
22. 1987 — Портрет — профессор
23. 1987 — Любящий вас, Коля — Левиссон, мебельный промышленник

## Озвучивание мультфильмов
- 1986 — Петух и боярин — Петух

## Озвучивание аудиоспектаклей
- 1978 — Невероятные приключения Буратино и его друзей — Джузеппе — Сизый нос